# Zheng Zhenxiang
Zheng Zhenxiang (China; octubre de 1929-Pekín, 14 de marzo de 2024) fue una arqueóloga china famosa por excavar la tumba de Fuhao de la Edad del Bronce en Anyang en 1976. Se la ha referido como la «Primera Dama de la Arqueología China».

## Carrera
Después de completar su licenciatura en la Universidad de Pekín en 1954, Zheng trabajó como asistente de enseñanza especializada en arqueología en el Departamento de Historia. En 1955, fue eximida de convertir su estatus al de estudiante de investigación. Durante los siguientes cuatro años, Zheng estudió arqueología de las dinastías Shang y Zhou bajo la dirección de Yin Da. Se graduó en 1959 y fue asignada al Instituto de Arqueología de la Academia China de Ciencias Sociales, donde continuó estudiando arqueología Shang y Zhou. En 1959, Zheng era el líder de un equipo de excavación que trabajaba en el sitio de Wangwan (王湾) cerca de Luoyang y dirigió la capacitación en trabajo de campo arqueológico para estudiantes de la Universidad de Pekín. La publicación de las excavaciones de Luoyang se escribió entre 1960 y 1961; sin embargo, después del período de reformas económicas a principios de la década de 1980, el manuscrito fue editado por Zhao Zhiquan (赵芝荃) y publicado en 1989. En el otoño de 1962, a Zheng se le asignó el liderazgo de un equipo de excavación que trabajaba en Anyang investigando la cultura Yinxu. A ella se unieron 59 estudiantes de la Universidad de Pekín, a quienes Zheng enseñó métodos arqueológicos de campo. Durante esta temporada de campo, se estableció el marco de datación de cuatro períodos para Yinxu, con el primer período calibrado al período del rey Wu Ding usando huesos de oráculo. Se realizaron más excavaciones en Miaopu Norte ( Miaopu bei di苗圃北地) entre 1963 y 1964. 

## Fuhao
Durante la Revolución Cultural, se suspendieron todas las excavaciones planificadas y solo se permitieron excavaciones a pequeña escala en lugares en construcción. En el invierno de 1975 se celebró un concurso agrícola en la zona de Anyang, que implicó aplanar la tierra, reparar desagües y otras tareas. Zheng llegó y descubrió materiales de construcción antiguos al norte de donde se estaban reparando los desagües y realizó excavaciones. Se excavó un taller que incluye cerámica y jades. 
Al mismo tiempo, Zheng y su equipo realizaron estudios en el área al norte de la aldea Xiaotun, tomando muestras del suelo utilizando dispositivos de barrena conocidos como palas Luoyang. Encontraron arquitectura antigua y tierra apisonada, lo que impidió que los equipos de trabajo locales nivelaran la colina. Zheng creía que también había una tumba debajo de la tierra apisonada, con lo que la mayoría de sus compañeros no estaban de acuerdo. En 1976, se realizaron excavaciones en un área de aproximadamente 1.000 m² de tamaño. Desenterraron 46 conjuntos de cimientos, 165 ceniceros y 54 entierros. – la más importante de las cuales fue la tumba del consorte y general de Wu Ding, Fuhao. La tumba de Fuhao estaba muy bien conservada y, a diferencia de otras tumbas, no había sido saqueada. Había una gran cantidad de ajuar funerario, entre bronces, jades, piedras preciosas y marfil, así como un total de 1.928 artefactos óseos y más de 7.000 conchas marinas. Los artefactos de bronce incluían 468 vasijas y armas rituales. De los 210 recipientes rituales, 190 estaban grabados con caracteres y el nombre de Fuhao estaba en 109 de ellos. Zheng identificó a los personajes Fuhao como refiriéndose al individuo prominente mencionado en los huesos del oráculo del período Wu Ding que presidía los rituales y dirigía a los soldados a la batalla. 
Zheng murió el 14 de marzo de 2024, a la edad de 94 años.

## Honores
- Subvención gubernamental especial del Consejo de Estado (1992).
- Primer Premio al Logro Científico Destacado por la publicación Yinxu Fuhao Mu殷墟妇好墓 de la Academia China de Ciencias Sociales (1993).
- Segundo Premio al Logro Científico Destacado por la publicación Yinxu de Faxian yu Yanjiu殷墟的发现与研究 de la Academia China de Ciencias Sociales (1996).